# Bionne
Die Bionne ist ein kleiner Fluss in Frankreich, der im Département Marne in der Region Grand Est verläuft. Sie entspringt im Gemeindegebiet von Somme-Bionne, entwässert generell in nordöstlicher Richtung und mündet nach rund 15 Kilometern bei Vienne-la-Ville als linker Nebenfluss in die Aisne.

## Orte am Fluss
- Somme-Bionne
- Hans
- Dommartin-sous-Hans
- Courtémont
- Vienne-la-Ville